# Titowszczina (obwód wołogodzki)
Titowszczina (ros. Титовщина) – wieś w Rosji, w rejonie kiczmiengsko-gorodieckim obwodu wołogodzkiego. W 2010 r. liczyła 70 mieszkańców.